# Dayılar, Çal
Dayılar là một xã thuộc huyện Çal, tỉnh Denizli, Thổ Nhĩ Kỳ. Dân số thời điểm năm 2010 là 234 người.